# 特温布鲁克斯 (南达科他州)
特温布鲁克斯（英語：Twin Brooks），是美国南达科他州下属的一座城市。根据2010年美国人口普查，该市有人口68人。论人口在本州排行第258。